# Municipio de Grattan (Nebraska)
El municipio de Grattan (en inglés: Grattan Township) es un municipio ubicado en el condado de Holt en el estado estadounidense de Nebraska. En el año 2010 tenía una población de 817 habitantes y una densidad poblacional de 2,69 personas por km².

## Geografía
El municipio de Grattan se encuentra ubicado en las coordenadas 42°26′28″N 98°39′52″O / 42.44111, -98.66444. Según la Oficina del Censo de los Estados Unidos, el municipio tiene una superficie total de 304.07 km², de la cual 303,92 km² corresponden a tierra firme y (0,05 %) 0,15 km² es agua.

## Demografía
Según el censo de 2010, había 817 personas residiendo en el municipio de Grattan. La densidad de población era de 2,69 hab./km². De los 817 habitantes, el municipio de Grattan estaba compuesto por el 96,45 % blancos, el 0,37 % eran afroamericanos, el 0,24 % eran asiáticos, el 2,94 % eran de otras razas. Del total de la población el 3,92 % eran hispanos o latinos de cualquier raza.